# Ophiactis lymani
Ophiactis lymani is een slangster uit de familie Ophiactidae.
De wetenschappelijke naam van de soort werd in 1872 gepubliceerd door Axel Vilhelm Ljungman.